# Arjay Smith
Arjay L. Smith (ur. 27 listopada 1983 w Redlands) – amerykański aktor filmowy i telewizyjny. Znany z drugoplanowych ról w takich produkcjach jak film katastroficzny Pojutrze (2004) u boku Jake’a Gyllenhaala, Motel II: Pierwsze cięcie (2008). Od 2012 odtwarza jedną z głównych ról jako Max Lewicki w serialu Pułapki umysłu. Debiutował w roli Jareda w sitcomie Belfer z klasą.

## Filmografia

### Filmy
- Zębowa wróżka (1997) jako Phil
- Podróż Allena Strange (1997) jako Allen Strange
- Pojutrze (2004) jako Brian Parks
- Motel II: Pierwsze cięcie (2008) jako Tanner
- Święty szmal (2008 jako) Preston
- Ratunku! Awaria (2008) jako Manny
- To Save a Life (2009) jako Matt McQueen
- We Made This Movie (2012) jako Eric James

### Seriale
- Krok za krokiem (1995) jako Nelson
- Mad TV (1996) jako Troy
- Belfer z klasą (1996–1997) jako Jared
- Ostry dyżur (1997) jako Brian
- Podróż Allena Strange (1997−2000) jako Allen Strange
- Zwariowany świat Malcolma (2000–2001) jako Finley
- Nowojorscy gliniarze (2001) jako Anthony Woodside
- Prezydencki poker (2001) jako chłopak
- Nowojorscy gliniarze (2003) jako Mickey Economides
- Boston Public (2003) jako Taylor Graham
- Świat Raven (2003) jako Gabriel
- Nowojorscy gliniarze (2004) jako Tyler Newell
- Bez śladu (2006) jako Darnell Williams
- Siódme niebo (2006) jako aresztowany student
- Zapasy na śmierć i życie (2006) jako Kobe Bryant (głos)
- Na imię mi Earl (2007) jako Clint
- Kości (2009) jako Tony Salinas
- CSI: Kryminalne zagadki Miami (2009) jako Greg Ballard
- 24 godziny (2009) jako Laurent Dubaku
- Ocalić Grace (2009) jako Terrence Metarie
- FlashForward: Przebłysk jutra (2009) jako Louis
- Agenci NCIS (2010) jako Roy
- CSI: Kryminalne zagadki Las Vegas (2010) jako Ethan
- Pułapki Umysłu (2012-2015) jako Max Lewicki
- Męska robota (2013) jako Donald
- Synowie Anarchii (2014) jako Grant McQueen
- CSI: Cyber (2015) jako Jordan Nelson
- Designated Survivor (2016) jako Nolan
- Mroczne zagadki Los Angeles (2016) jako Dennis Price
- Agenci NCIS: Nowy Orlean (2017) jako Carlton Boone
- The Guest Book (2017) jako Arlo
- MacGyver (2017) jako detektyw Turner
- The Good Doctor (2018) jako Daniel Porter